# 제21회 세자르상
제21회 세자르상은 1996년 3월 2일에 열린 시상식이다.

## 수상 및 후보

### 작품상
- 증오 - 마티유 카소비츠 수상
- 의식 - 끌로드 샤브롤

### 감독상
- 의식 - 끌로드 샤브롤

### 여우주연상
- 의식 - 이자벨 위페르 수상
- 의식 - 샌드린 보네어

### 각본상
- 의식 - 캐롤라인 엘리아셰프, 끌로드 샤브롤

### 외국어영화상
- 메디슨 카운티의 다리 - 클린트 이스트우드

## 같이 보기
- 제68회 아카데미상
- 제49회 영국 아카데미 영화상
- 제8회 유럽 영화상